# Bergfriedhof (Tübingen)

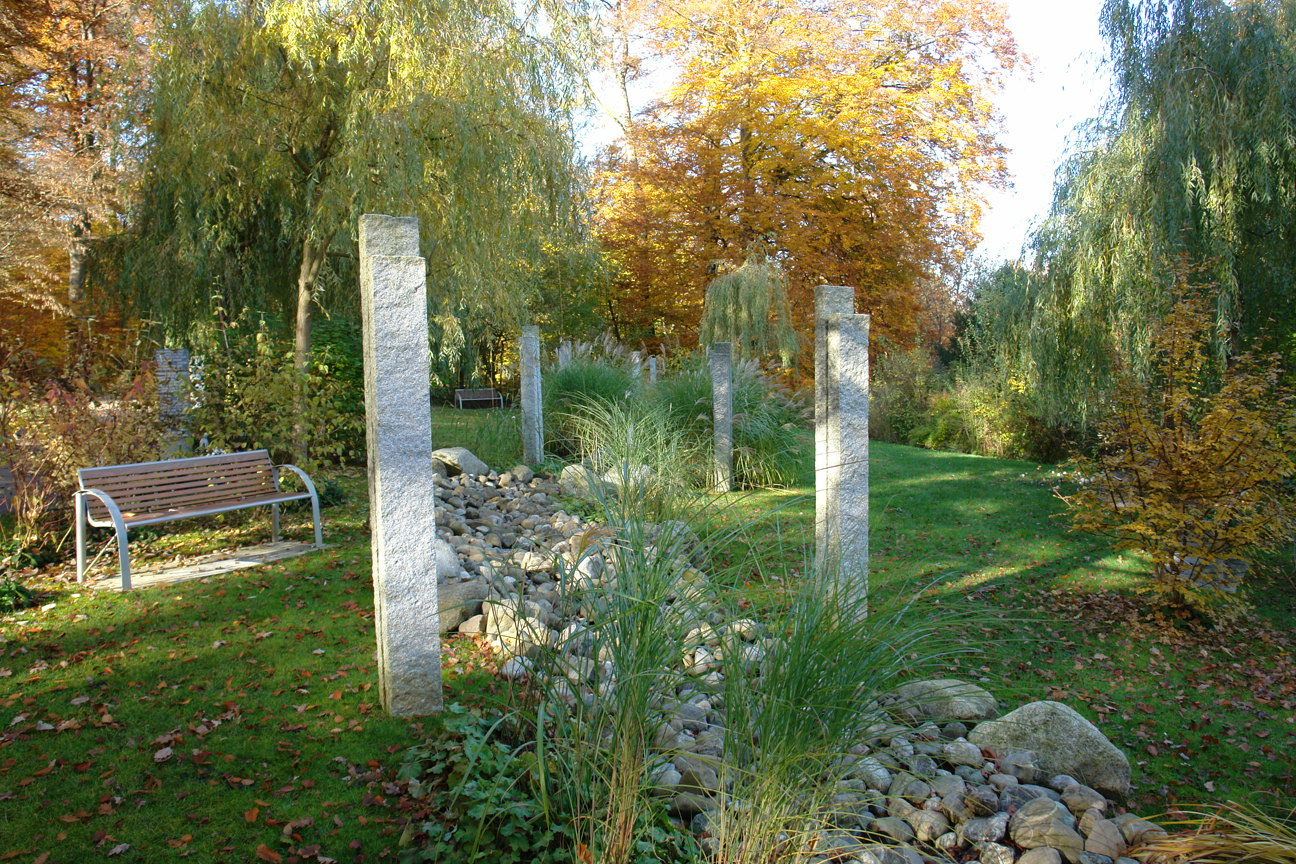
Urnas Fluß der Zeit

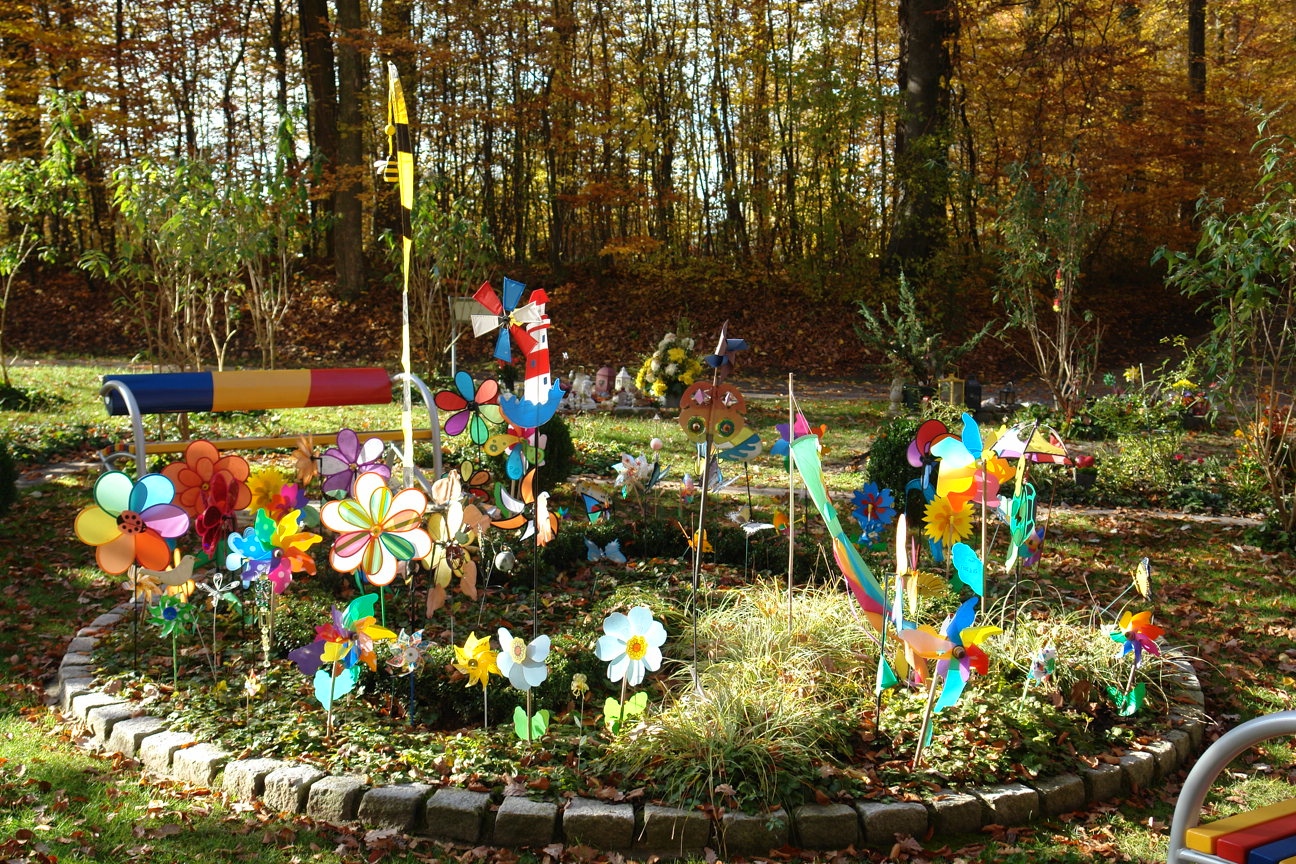
Urna comunitária Borboleta para natimortos e crianças

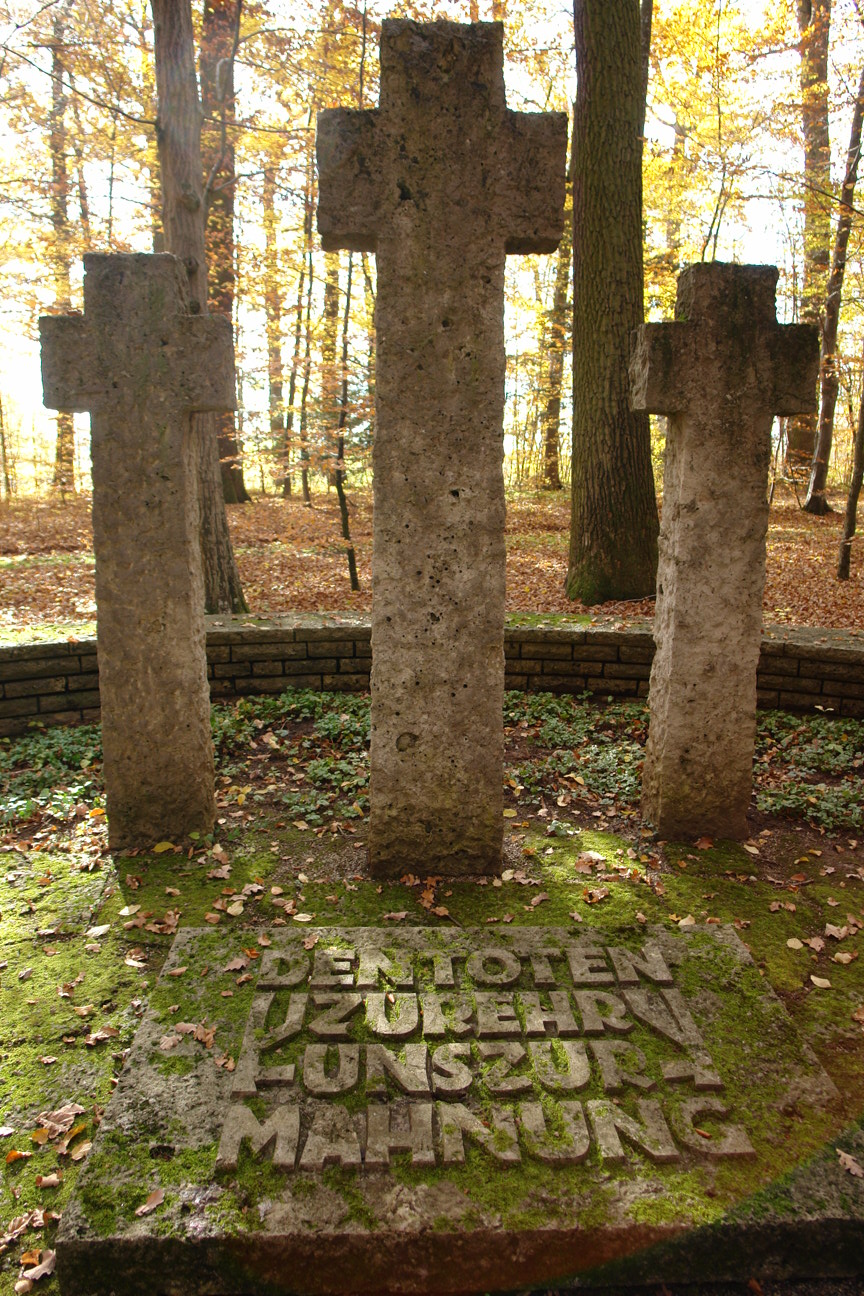
Kriegsgräbergedächtnis-Stätte von Ugge Bärtle: „Den Toten zur Ehr – Uns zur Mahnung“

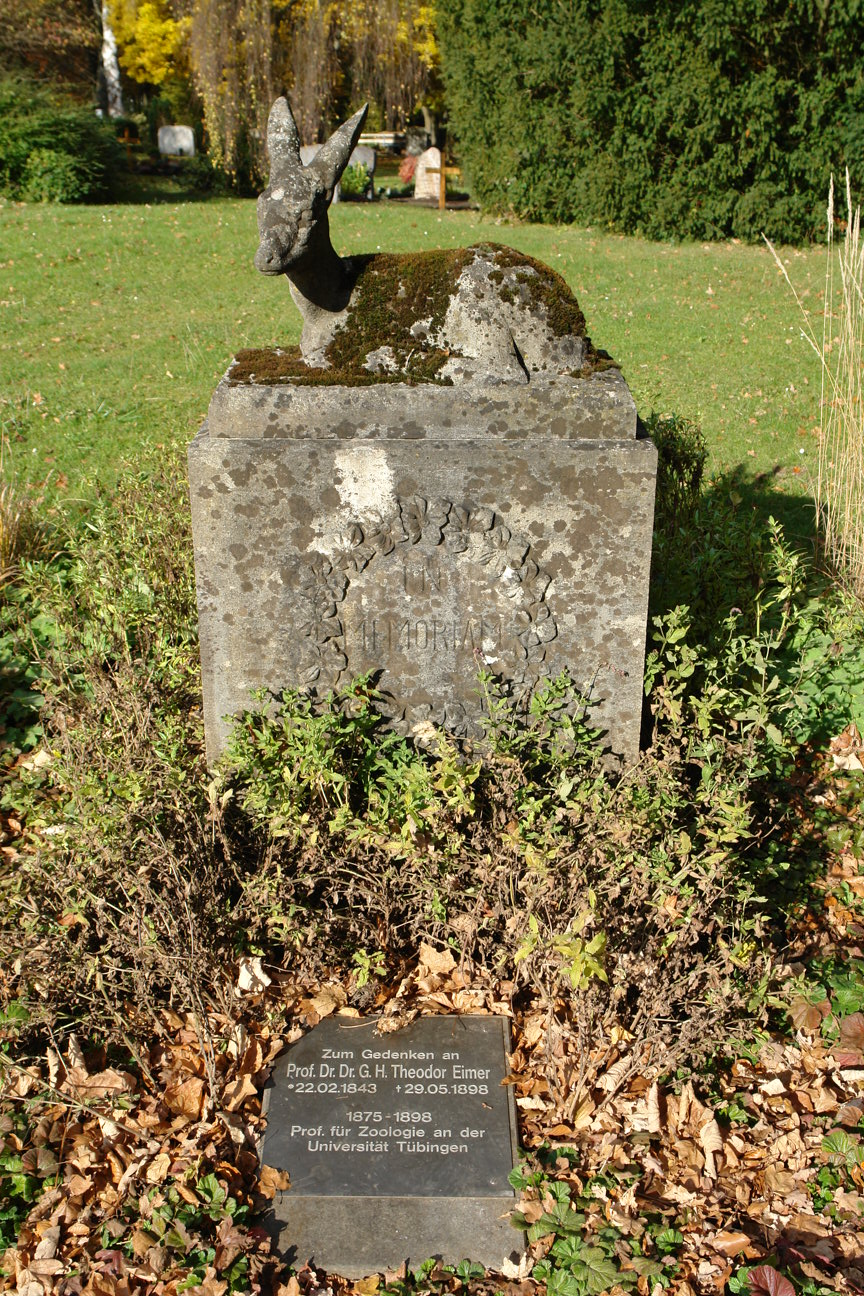
Pedra sepulcral de Theodor Eimer

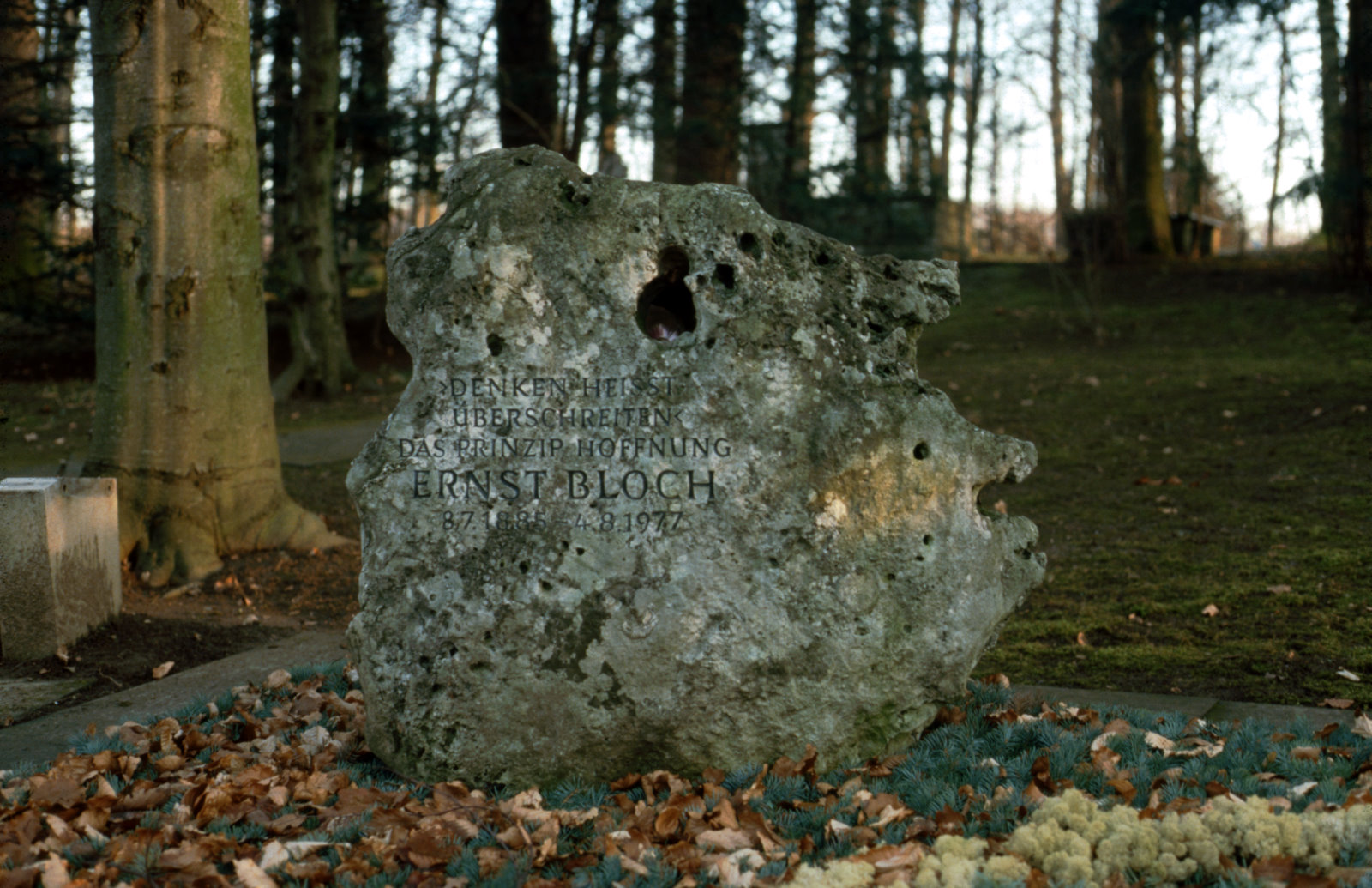
Pedra sepulcral de Ernst Bloch

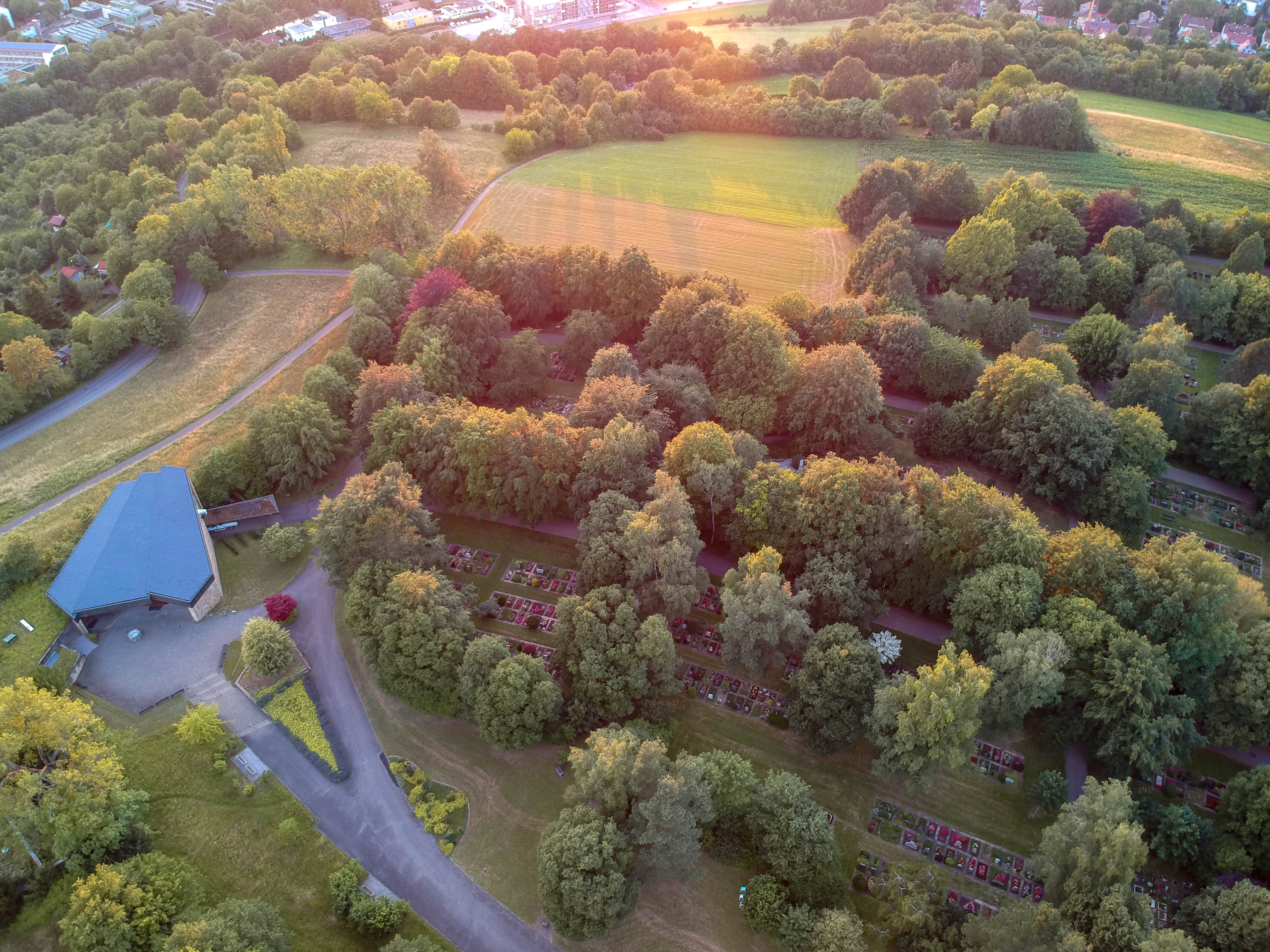
Vista aérea em sentido norte

O Bergfriedhof é um cemitério localizado sobre o Galgenberg em Tübingen, aberto oficialmente em 1950 e desde então dentre quatorze cemitérios o cemitério principal da cidade.  Devido à falta de espaço no Cemitério Municipal de Tübingen no vale do Käsenbachtal, os primeiros enterros tiveram que ser feitos no Galgenberg, durante a Segunda Guerra Mundial.

## Personalidades sepultadas
- Ugge Bärtle (1907–1990); escultor.
- Willi Karl Birn (1907–2000); Presidente do Governo de Südwürttemberg-Hohenzollern.[2]
- Emma Brunner-Traut (1911–2008); egiptóloga.
- Ernst Bloch (1885–1977); filósofo marxista.
- Karola Bloch neé Piotrowska (1905–1994); arquiteta, publicista, comunista e ativista do movimento de mulheres e antinuclear.
- Eberhard Braun (1941–2006); fílósofo, teórico marxista e professor de filosofia da Universidade de Tübingen.
- Helmut Calgéer (1922–2010); músico.[3]
- Alfred Czarnetzki (1937–2013); antropólogo e descobridor de quatro descobertas fósseis do gênero homo.
- Manfred Eggstein (1927–1993); internista.
- Theodor Eimer (1843–1898); zoólogo.
- Theodor Eschenburg (1904–1999); cientista político, advogado constitucional e primeiro professor catedrático de ciência política na Alemanha.
- Konrad Gaiser (1929–1988); Intérprete platônico e professor ordinário de filologia clássica em Tübingen.
- Helmuth von Glasenapp (1891–1963); indologista e cientista religioso.
- Egon Gramer (1936–2014); autor, germanista e educador.
- Hermann Grees (1925–2009); professor de geografia da Universidade de Tübingen.
- Hartmut Gründler (1930–1977); professor em Tübingen.
- Wolf-Dietrich Hardung (1927–2009); religioso.
- Martin Hengel (1926–2009); teólogo evangélico.
- Willi Hennig (1913–1976); biólogo.
- Fred von Hoerschelmann (1901–1976); escritor.[4]
- Otto Kehr (1914–2009); Fundador da Evangelische Telefonseelsorge Stuttgart e diretor da Sociedade Evangélica.[5]
- Ernst Kretschmer (1888–1964); psiquiatra.
- Friedrich Lang (1913–2004); pastor e teólogo.
- Rüdiger Lutz (1953–2006); arquiteto, publicista.
- Dieter Pohmer (1925–2013); economista e professor da Universidade de Tübingen.
- Herbert Rösler (1924–2006); artista.
- Hans Rothfels (1891–1976); historiador alemão-estadunidense.
- Emilie Sauer (1874–1959); proprietária da Tante Emilie.[6]
- Wolfgang Schadewaldt (1900–1974); estudioso literário, filólogo clássico, tradutor e professor catedrático de filologia clássica.
- Ursula Schröder (1916–2009); ativista da paz de Tübingen.[7]
- Heinrich Friedrich Siedentopf (1906–1963); astrônomo
- Martin Thust (1892–1969); de 1947 a 1960 pastor em Holzgerlingen.[8]
- Johannes Winkler (1874–1958); Médico missionário com interesse etnológico na cultura de Toba Batak em Sumatra.[9][10]

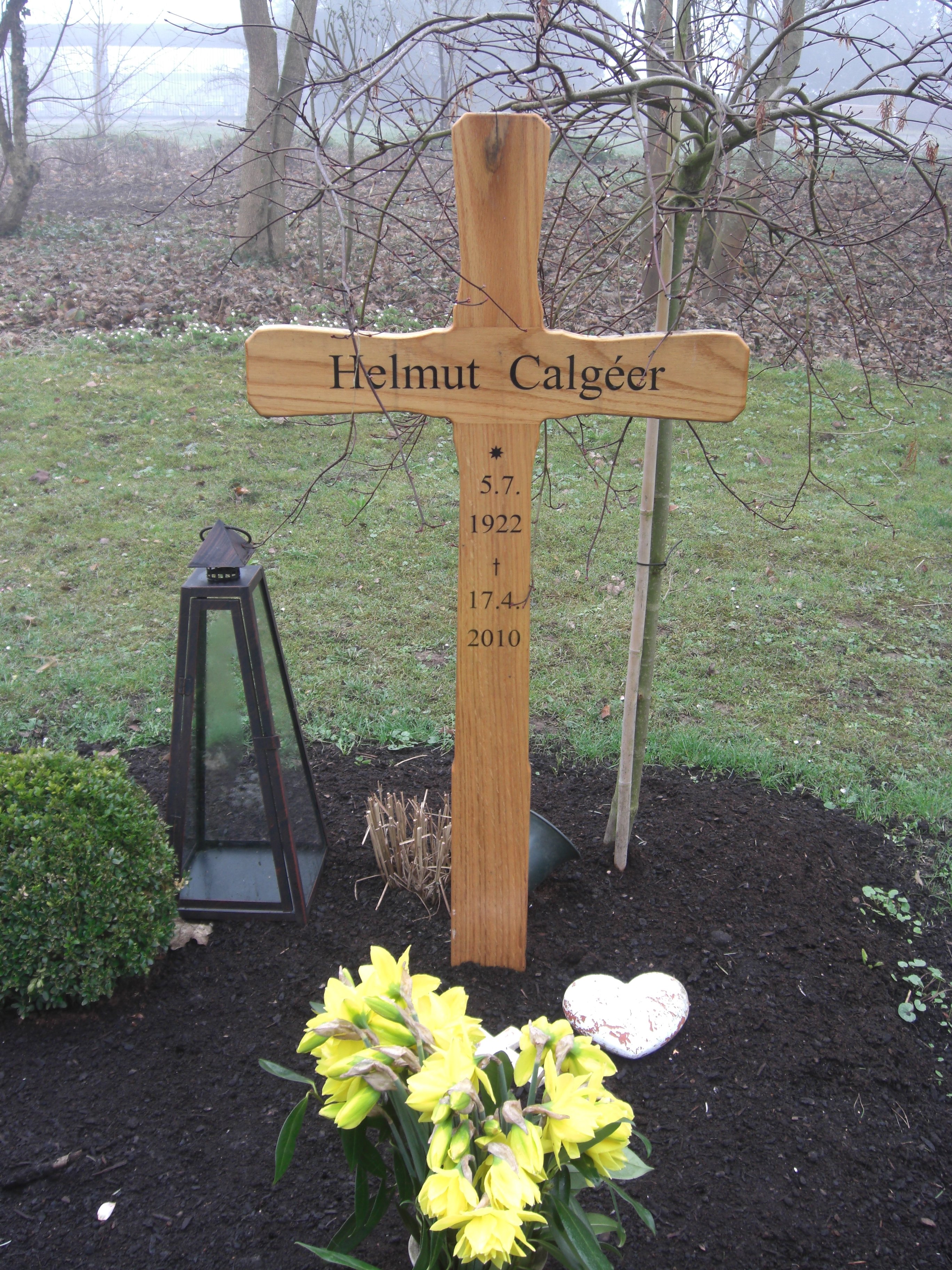
Helmut Calgéer (1922–2010)
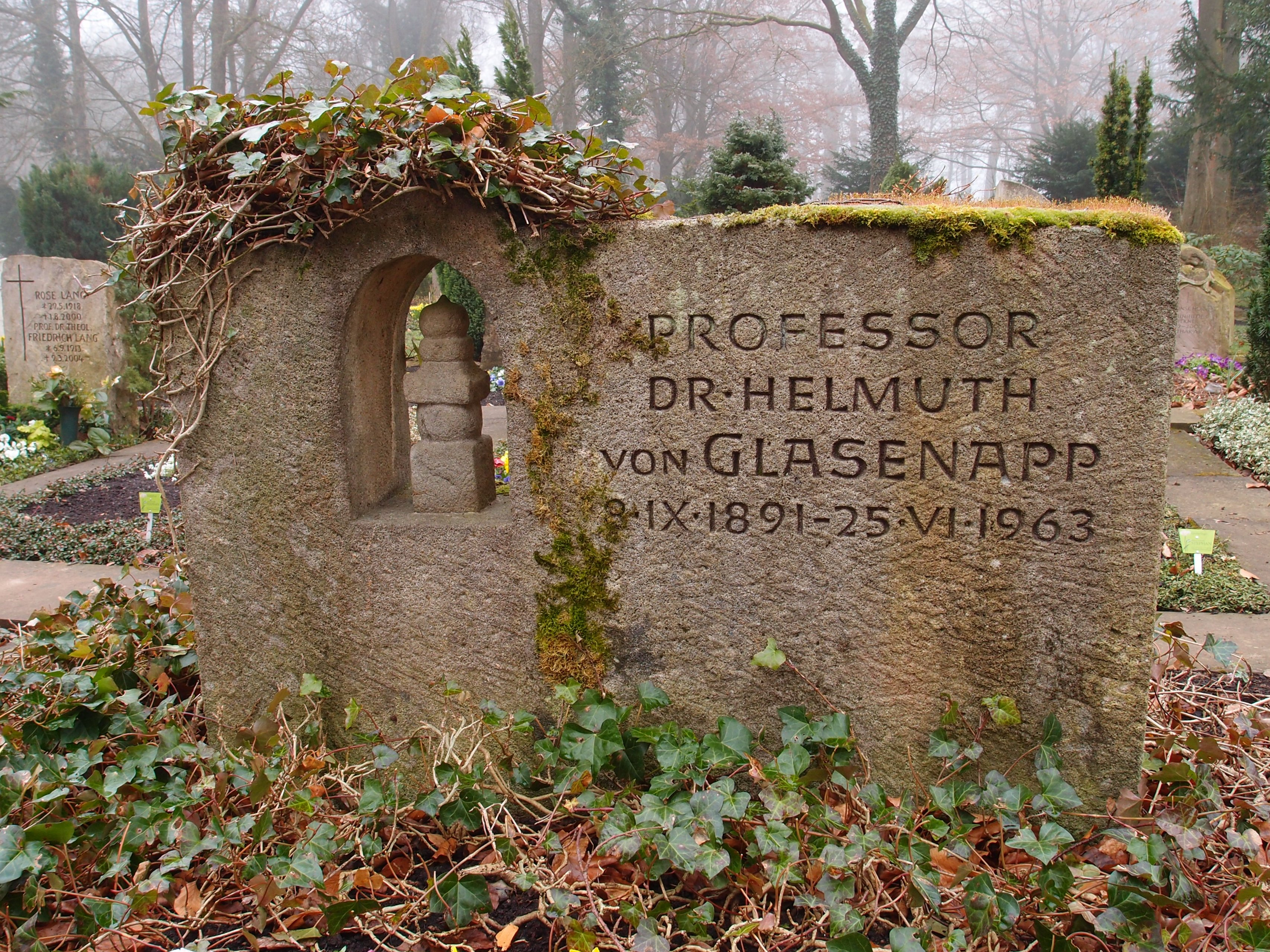
Helmuth von Glasenapp (1891–1963)
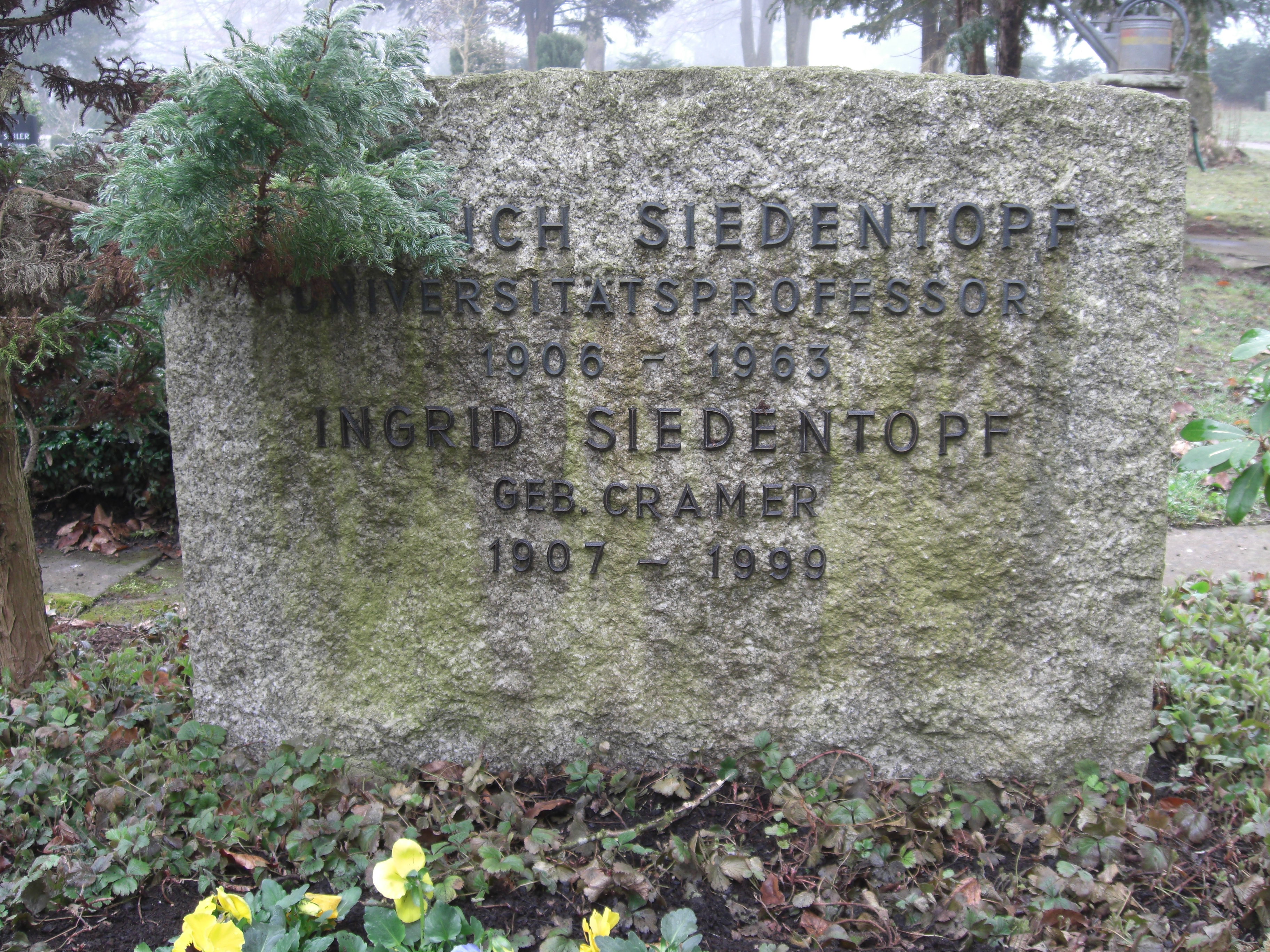
Heinrich Friedrich Siedentopf (1906–1963)